# Рознішев
Рознішев (пол. Rozniszew) — село в Польщі, у гміні Маґнушев Козеницького повіту Мазовецького воєводства.
Населення — 321 особа (2011).
У 1975-1998 роках село належало до Радомського воєводства.

## Демографія
Демографічна структура станом на 31 березня 2011 року:
|          | Загалом | Допрацездатний вік | Працездатний вік | Постпрацездатний вік |
| -------- | ------- | ------------------ | ---------------- | -------------------- |
| Чоловіки | 156     | 30                 | 109              | 17                   |
| Жінки    | 165     | 40                 | 86               | 39                   |
| Разом    | 321     | 70                 | 195              | 56                   |